# 2048: Nowhere to Run
A 2048: Nowhere to Run 2017-ben bemutatott amerikai neo-noir sci-fi rövidfilm, melyet Hampton Fancher és Michael Green forgatókönyvéből Luke Scott rendezett. A főszerepben Dave Bautista látható. A kisfilm a Szárnyas fejvadász 2049 előzménye, a szintén rövidfilm 2036: Nexus Dawn folytatása. A mozifilmhez egy harmadik rövidfilm is készült, Blade Runner Black Out 2022 címmel.
2017. szeptember 16-án mutatták be, kb. három héttel a mozifilm premierje előtt.
A történet 2048-ban Los Angelesben játszódik, egy évvel a Szárnyas fejvadász 2049 eseményeit megelőzően. Középpontjában a film elején is szereplő Morton nevű replikáns áll, aki segíteni próbál egy bajbajutott édesanyának és lányának, de emiatt leleplezi magát, mint szökevény replikánst.

## Cselekmény
2048, Los Angeles. Sapper Morton hisztérikusan sír egy tükör előtt, majd arcot mos és felveszi szemüvegét. Egy zsúfolt utcán sétálva kötekedni kezd vele egy bűnbanda, de figyelmen kívül hagyja őket. Egy Ella nevű lány üdvözli őt, Sapper Graham Greene Hatalom és dicsőség című könyvét ajándékozza neki. Sapper a piacra megy eladni azokat a piócákat, melyeket a farmján tenyésztett, de csupán 3000 dollárt kap, 1000 dollárral kevesebb, mint amennyire szüksége lenne. Amikor a piacról távozik, észreveszi, hogy Ellát és anyját a korábbi banda szexuálisan bántalmazni akarja. A dühödt Sapper emberfeletti erejét és állóképességét kihasználva brutálisan összeveri a támadókat, többségükkel végezve. Látva Ella és anyja erőszak miatti rémületét, a bűntudatos Sapper elhagyja a helyszínt, de azonosító papírjait véletlenül elejti. Egy szemtanú felhívja a Los Angeles-i rendőrséget és bejelenti: valószínűleg felfedezett egy szökevény replikánst.

## Szereplők
- Dave Bautista – Sapper Morton, Nexus-8 replikáns
- Gerard Miller – Salt
- Gaia Ottman – Ella
- Björn Freiberg – szemtanú
- Orion Ben – Ella anyja
- Adam Savage – vásárló (cameo)

## A film készítése
A filmet Luke Scott rendezte, akinek édesapja, Ridley Scott volt a Szárnyas fejvadász rendezője és a Szárnyas fejvadász 2049 vezető producere. Tony Scott volt a 2036: Nexus Dawn rendezője is.

## Fordítás
- Ez a szócikk részben vagy egészben  a(z)   2048: Nowhere to Run című angol Wikipédia-szócikk fordításán alapul.  Az eredeti cikk szerkesztőit annak laptörténete sorolja fel. Ez a jelzés csupán a megfogalmazás eredetét és a szerzői jogokat jelzi, nem szolgál a cikkben szereplő információk forrásmegjelöléseként.